# 田村ゆかり Love Live* Mary Rose*&*STARRY☆CANDY☆STRIPE*
『田村ゆかり LOVE ♥ LIVE *Mary Rose*&*STARRY☆CANDY☆STRIPE*』（たむらゆかり ラブ ライブ メアリー・ローズ アンド スターリー・キャンディー・ストライプ）は、田村ゆかりの映像作品として通算9作目にあたる。Blu-rayは通算3作目となる。2011年8月24日にキングレコードよりDVD版とBlu-ray版が同時リリースされた。

## 概要
2010年9月より8箇所10公演開催した全国ツアー「田村ゆかり LOVE ♥ LIVE 2010 *STARRY☆CANDY☆STRIPE*」のツアーファイナルである東京国際フォーラム公演と、2011年4月15日・16日の2日間で1万8千人を動員した、日本武道館ライブ「田村ゆかり LOVE ♥ LIVE 2011 SPRING *Mary Rose*」の千秋楽公演が収録されている。初回特典はスペシャルパッケージ仕様。 

## 演奏会場
田村ゆかり LOVE ♥ LIVE *STARRY☆CANDY☆STRIPE*
- 新潟：新潟テルサ（2010年9月23日）
- 宮城：仙台サンプラザホール（2010年9月26日）
- 福岡：福岡市民会館（2010年10月2日、3日）
- 神奈川：パシフィコ横浜 国立大ホール（2010年10月10日、11日）
- 愛知：アイプラザ豊橋（2010年10月17日）
- 大阪：グランキューブ大阪 メインホール（2010年10月22日）
- 広島：広島アステールプラザ 大ホール（2010年10月24日）
- 東京：東京国際フォーラム ホールA（2010年10月30日）

田村ゆかり LOVE ♥ LIVE SPRING *Mary Rose*
- 東京：日本武道館（2011年4月15日、16日）

## 収録内容
田村ゆかり LOVE ♥ LIVE *STARRY☆CANDY☆STRIPE*(2010年10月30日・東京国際フォーラム)
-Prologue-
Heavenly Stars
チェルシーガール
おしえて A to Z
MC1
神様Rescue me!!
Goody & Happy
Little wish ～first step～
-Momoiro Member Profile-
Shooting Star
砂落ちる水の宮殿
MC2
裸足のプリンセス
-Band Performance-
Tomorrow
Cursed Lily
Love Sick
-Short Movie“ゆかり姫を起こすにゃ”-
涙のループ
MC3
シュガー・チューン
†メタウサ姫〜黒ゆかり王国ミサ〜†
-寄り道ゆかりん～うさぎさんを探して～-
恋のタイムマシン
MC4
You & Me
fancy baby doll
ラブラブベイビーハッピースター
candy smile
Gratitude
LOVE ME NOW!
<Encore>
童話迷宮
Super Special Smiling Shy girl
MC5
My wish My love
-Epilogue-
<W Encore>
MC6
レゾンデートルの鍵

田村ゆかり LOVE ♥ LIVE SPRING *Mary Rose*(2011年4月16日・日本武道館)
-Prologue-
LOVE ME NOW!
Picnic
Happy Life
MC 1
プラチナLover's Day
天使のお仕事
Don't wake me☆Up
-Band Profile-
流れ星ジェニー
宵待ちの花
floral blue
-Dancer Profile-
Baby blue sky
MC 2
Super Special Day
恋におちたペインター
-Band Performance-
恋のアゲハ
神聖炉
Beautiful Amulet
-Short Movie“ゆかり姫と踊るにゃ”-
めろ～ん音頭～Festival of Kingdom～
MC3
おしえて A to Z
You & Me
ラブラブベイビーハッピースター
Cherry Kiss
この指とまれ
チェルシーガール
<Encore>
Gratitude
MC4
fancy baby doll
Super Special Smiling Shy girl
-Epilogue-

### 映像特典
Making of *Mary Rose*
Making of *STARRY☆CANDY☆STRIPE*